# Ligne Keikyū Kurihama
La ligne Keikyū Kurihama (京急久里浜線, Keikyū Kurihama-sen) est une ligne ferroviaire de la compagnie privée Keikyū dans la préfecture de Kanagawa au Japon. Elle relie la gare de Horinouchi à Yokosuka à celle de Misakiguchi à Miura. Cette ligne est une branche de la ligne principale Keikyū.

## Histoire
La section reliant Horinouchi à Kurihama (aujourd'hui Keikyū Kurihama) ouvre le 1er décembre 1942. La ligne est prolongée jusqu'à Nobi le 1er novembre 1963, à Tsukuihama le 27 mars 1966 et à Miurakaigan le 7 juillet 1966. La dernière section, reliant Miurakaigan à Misakiguchi, ouvre le 26 avril 1975.

## Caractéristiques

### Ligne
- Longueur : 13,4 km
- Ecartement : 1 435 mm
- Alimentation : 1 500 Vcc par caténaire
- Nombre de voies : 
  - double voie : de Horinouchi à Keikyū Kurihama et de Keikyū Nagasawa à Miurakaigan
  - voie unique : le reste de la ligne

### Tracé
|  |

## Liste des gares
La ligne comporte 9 gares, identifiées de KK61 à KK72.
| Numéro | Gare            | Nom japonais | Distance (km) | Correspondances                 | Ville    |
| ------ | --------------- | ------------ | ------------- | ------------------------------- | -------- |
|        | Horinouchi      | 堀ノ内       | 0             | Keikyū : Keikyū                 | Yokosuka |
|        | Shin-Ōtsu       | 新大津       | 0,8           |                                 | Yokosuka |
|        | Kita-Kurihama   | 北久里浜     | 1,7           |                                 | Yokosuka |
|        | Keikyū Kurihama | 京急久里浜   | 4,5           | JR East : Yokosuka (à Kurihama) | Yokosuka |
|        | YRP Nobi        | YRP野比      | 7,2           |                                 | Yokosuka |
|        | Keikyū Nagasawa | 京急長沢     | 8,5           |                                 | Yokosuka |
|        | Tsukuihama      | 津久井浜     | 9,7           |                                 | Yokosuka |
|        | Miurakaigan     | 三浦海岸     | 11,2          |                                 | Miura    |
|        | Misakiguchi     | 三崎口       | 13,4          |                                 | Miura    |